# Черемнова (Свердловская область)
Черёмнова — деревня в Слободо-Туринском районе Свердловской области России, входит в состав муниципального образования «Слободо-Туринское сельское поселение». 

## Географическое положение
Деревня Черёмнова муниципального образования «Слободо-Туринского района» Свердловской области расположена в 21 километрах (по автотрассе в 26 километрах) к юго-востоку от села Туринская Слобода, на левом берегу реки Тура. В деревне имеется озеро-старице Черёмное. В половодье автомобильное сообщение с деревней было затруднено.

## История деревни
Топоним «черёмный, черемной» с русского языка означает «рыжий, красный».
В настоящее время деревня входит в состав муниципального образования «Слободо-Туринское сельское поселение».

## Население
| 2002 | 2010 | 2021 |
| ---- | ---- | ---- |
| 43   | ↘26  | ↘16  |